# تئاتر بزرگ هاربین
تئاتر بزرگ هاربین یا خانه اپرای هاربین (چینی ساده: 哈尔滨大剧院; پین‌یین: Hā'ěrbīn Dàjùyuàn) یک مرکز هنرهای نمایشی چند کاربرده در هاربین، استان هیلونگ جیانگ، چین است. این تئاتر با مساحت ۸۵۰۳۴۹ فوت مربع توسط معمار مشهور چینی ما یانسونگ طراحی شده است.

## شرح
تئاتر در هاربین، یک «شهر موسیقی» در فهرست یونسکو، برای میزبان کنسرت موسیقی تابستانی سالانه مشهور شهر هاربین است که اولین ارکستر چین در آن تأسیس شده است. این ساختمان به عنوان مرکز جزیره فرهنگی هاربین - یک مرکز هنری در کنار رودخانه سانگوا و تالاب‌های اطراف در حومه هاربین می‌باشد.
در واقع تئاتر هاربین، در لیست یونسکو «شهر موسیقی»، میزبانی شهرستان از مشهور سالانه کنسرت تابستانی هاربین موسیقی و یک کلان‌شهر که در آن اولین ارکستر تا به حال در چین تأسیس گردید. این ساختمان به عنوان قطب اصلی جزیره فرهنگی هاربین - یک قطب هنری در کنار رودخانه Songhua و تالاب‌های اطراف آن در حومه هاربین واقع شده است.
این خانه اپرا که کاملاً با پانل‌های آلومینیومی سفید پوشیده شده است، در برابر منظره‌ای تیره و تار می‌چرخد و گاهی شبیه یک برف رعد و برق و در برخی مواقع، یک یورت چادری بسیار شیک است. ارجاعات اولیه عمدی هستند،اشاره ای نه کاملاً ظریف به آب و هوای خشن و توپوگرافی وحشی منطقه، که آن را به خوبی در طبیعت اطراف جای داده است. در حالی که ساختار جسورانه و معاصر و زیبای داخل سالن اپرا با دیوارهای سفید، نورگیرهای جوی و تن‌ها چوب به زیبایی ذن دست می‌یابد.

### مکان‌ها و امکانات
تئاتر بزرگ هاربین شامل چندین مکان برای اجرای نمایش است:
- تئاتر بزرگ: سالن اصلی از ۱۵۳۸ صندلی تشکیل شده است.
- تئاتر کوچکتر: دومین سالن شامل ۴۱۴ صندلی است. دیواره پشتی آن از شیشه ای ضد صدا ساخته شده که صحنه طبیعی را به پس زمینه‌ای برای اجرا تبدیل می‌کند.
- رختکن‌ها و سالن‌های تمرین
- فضای عمومی: دارندگان بلیط و عموم مردم می‌توانند ساختمان را بازدید کنند. در نمای ساختمان مسیرهای کنده کاری شده وجود دارد. بازدیدکنندگان می‌توانند برای بازدید از مناظر به بالای ساختمان صعود کنند. فضای بزرگ لابی محل استراحت بازدیدکنندگان و گردشگران است.
- فضای پارکینگ: در طبقه همکف خارج از ساختمان ۴۷۰ مکان پارک تعبیه شده است.

## الهام‌های طراحی
برخلاف ساختمانهای برجسته مدرن در شهرهای چین که اغلب بلندمرتبه و برجسته هستند، ساختار سفید برفی آن زیبایی خاصی دارد. این معمار بر ادغام ساختمان در طبیعت به عنوان امتداد تالاب‌های اطراف، آبراه‌ها و زمین‌های برفی تأکید دارد.
معماری «خانه اپرای هاربین را به عنوان یک مرکز فرهنگی با نگاه به آینده و یک مکان عالی برای اجرای نمایش، و همچنین یک فضای عمومی چشمگیر که تجسم انسان، هنر و هویت شهر است» تصور می‌شود.

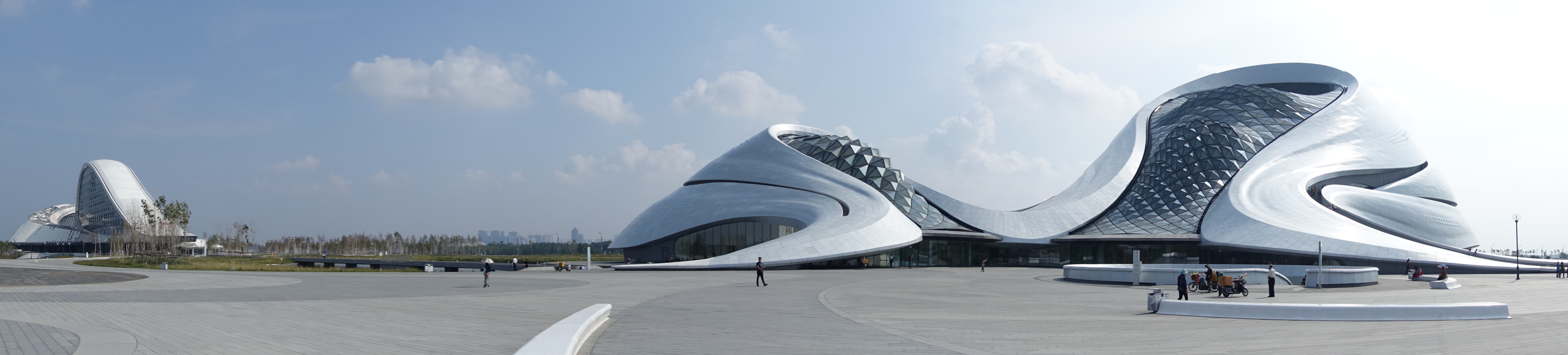
نمایی پانوراما از تئاتر بزرگ هاربین

## جوایز
- تئاتر بزرگ هاربین برنده جایزه آرچ دیلی ۲۰۱۶ ساختمان سال[۷]
- جایزه ون پروفورمینگ اسپیس ۲۰۱۶[۸]
- جایزه ایدل ۲۰۱۷[۹]